# Feryane
Feryane est une maison d'édition française en littérature générale créée par Marie Paule Porte, journaliste et Lina Saporta, bibliothécaire en milieu hospitalier. Son siège social est près de Versailles dans les Yvelines. Elle réédite en gros caractères des livres destinés à ceux qui ont des difficultés de lecture.

## Collections
- Roman
- Histoire
- Biographie
- Policier
- Témoignage
- Mémoire
- Détente
- Livres audio